# 포르투니오 보나노바
포르투니오 보나노바(Fortunio Bonanova, 1895년 1월 13일 ~ 1969년 4월 2일)는 스페인의 바리톤 가수, 영화, 연극, 텔레비전 배우이다. 또한 감독과 제작자도 하였다. 필명은 조셉 루이스 몰(Josep Lluís Moll)을 사용하였다.